# George Ewan McCraney

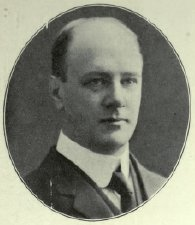
George Ewan McCraney

George Ewan McCraney (* 23. Juli 1868 in Bothwell, Ontario; † 18. März 1921) war ein kanadischer Jurist und Politiker.

## Leben
George Ewan McCraney wurde 1868 als Sohn des Juristen und Politikers Daniel McCraney geboren. Er studierte an der University of Toronto und erhielt dort 1892 einen Bachelor of Arts (B.A.) sowie 1895 einen Bachelor of Laws (LL.B.). McCraney wurde nun als Barrister tätig.
Im Februar 1906 wurde er bei einer Nachwahl in das kanadische Unterhaus gewählt und besetzte damit den vakanten Sitz des zurückgetretenen Abgeordneten John Henderson Lamont neu. 1908 und 1911 erfolgte jeweils McCraneys Wiederwahl. Bei den Wahlen 1917 trat er nicht mehr an.